# زبان ترکمنی
تُرکمَنی (لاتین: Türkmençe، سیریلیک: түркменче، عربی: تۆرکمنچه) زبان مردم ترکمن و زبان رسمی کشور ترکمنستان است. ترکمنی از زبان‌های ترکی‌تبار و از شاخهٔ اغوز است. حدود۸,۵میلیون گویشور این زبان بیشتر در ترکمنستان، شمال شرقی ایران و نواحی شمالی افغانستان ساکن هستند.
زبان معیار ترکمنی ترکمنستان بر پایه گویش ایل تکه است ‌که شباهت بسیاری به گویش ایل گوکلان دارد؛ درحالی که در ایران گویش ایل یموت و در افغانستان گویش ایل ارساری پایه‌های گویش معیار را تشکیل می‌دهند. نزدیک‌ترین خویشاوند ترکمنی ترکی آذربایجانی است و از دیگر زبان‌های نزدیک به آن می‌توان گاگائوزی، قشقایی، تاتاری کریمه، ترکی استانبولی و ترکی آذربایجانی را نام برد.
زبان ترکمنی، برخلاف سایر زبان‌های شاخه اوغوز، بسیاری از ویژگی‌های منحصر به فرد و باستانی زبان ترک‌های اوغوز نخستین را، مانند تلفظ واکه‌های بلندتر یا کوتاهتر با توجه به واژگان متناظر یا ویژگی‌های واژگان، حفظ کرده‌است. ترکمنی همچنین به‌دلیل داشتن همخوان‌های سایشی دندانی (همانند th در انگلیسی) مشهور است؛ باشقیری تنها زبان ترکی دیگر است که از این ویژگی برخوردار است.

## دسته‌بندی
ترکمنی از خانواده زبان‌های ترکی و از گروه زبان‌های زبان‌های اوغوز و زیرگروه زبان‌های اوغوز شرقی است. ترکمنی با زبان‌های تاتاری کریمه و سالار و ترکی استانبولی، ترکی آذربایجانی و ازبکی مرتبط است. ترکمن‌ها و گویندگان بیشتر این زبان‌ها تاحدودی زبان یکدیگر را می‌فهمند. زبان ترکمنی را می‌توان حد وسط زیرمجموعه‌های غربی (ترکی استانبولی و ترکی آذری) با زیرمجموعه‌های شرقی (قزاقی، ازبکی، قرقیزی و اویغوری) دانست.

### گویش‌ها
ترکمنی دارای گویش‌های بسیاری است که به دو دسته اصلی تقسیم می‌شوند. دسته اول گویش‌های بزرگ است که شامل گویش‌های یموت، تکین، گوکلنسکی، سالیر و ارساری می‌شود و دسته دوم گویش‌های کوچک و کم‌اهمیت را، همچون نخورلی، آناولی، حصارلی و نرزیم در بر می‌گیرد.
با توجه به ترکیب آوایی، گویش‌های گروه اول به‌طور تقریبی بطورکامل همگن هستند. گویش‌های گروه دوم به‌دلیل تفاوت‌های فراوان در زمینه آوایی، از گروه اول جدا هستند؛ به عنوان مثال، در بیشتر این گویش‌ها واج /ک/ در پایان کلمات به صورت /ث/ و /ذ/ تلفظ می‌شود؛ کامی‌شدگی که برای ترکمنی بطورکلی غیرمعمول است، یافت می‌شود و قوانین هماهنگی واکه‌ای نیز گاه نقض می‌شوند.
گاهی گویش تکه (به‌ویژه در افغانستان) به نام «جغتایی» یا «چغتایی» خوانده می‌شود؛ این نام ارتباطی با زبان باستانی جغتایی که
عضو خانواده دیگری از زبان‌های ترکی است، ندارد و فقط تأثیر محدود آن را بر ترکمنی نشان می‌دهد. گویشی از ترکمنی در سرزمین استاوروپول روسیه یافت می‌شود که به نام ترخمنی شناخته می‌شود.

## تاریخچه
در قرون ۸ و ۹ میلادی، قبایل اوغوز، که ترکمن‌ها بخشی از آن‌ها بودند، در منطقه‌ای میان کوه‌های اورال و دریاچه آرال مستقر شدند و نخستین بار در این دوره بود که نام اوغوزها به میان آمد. یکی از مهم‌ترین حوادثی که سرنوشت ترکمن‌ها را تغییر داد، حمله مغول بود که در پی آن، برخی از قبایل اغوز به سمت غرب و آناتولی حرکت کردند و گروهی دیگر در همان مناطق باقی ماندند. امروزه ترکمن‌ها در ترکمنستان بازمانده ترکان اوغوزی هستند که در دومین موج بزرگ مهاجرت به غرب شرکت نکردند.
اوج شکوفایی کلاسیک شعر ترکمن به سده ۱۸ و ۱۹ برمی گردد. زبان ترکمنی در این دوره با اشعار آزادی، سیدی، مخدوم‌قلی، کامیاب، ملانفس، کمینه و دیگران شناخته می‌شود. مخدوم‌قلی فراغی بزرگترین شاعر ادبیات ترکمنی به‌شمار می‌رود. آثار ترکمنی گفتاری پیش از انقلاب روسیه کمابیش به‌طور دقیق حفظ نشده‌است و فقط غیرمستقیم و با کمک فولکلور می‌توان به آن دست یافت.
در آغاز سده بیستم، زبان ادبی ترکمنی شکل گرفت. اگرچه بسیاری از منابع بیان می‌کنند که پایه زبان ادبی یکی از دو گویش تکه یا یموت بوده‌است، اما بیشتر به نظر می‌رسد که زبان ادبی نوین ترکیبی از ویژگی‌های هر دو گویش است. ایوان الکساندروویچ بلیائف در سال ۱۹۱۳، نخستین «فرهنگ روسی-ترکمن» و در ۱۹۱۵ «دستور زبان ترکمنی» را منتشر کرد. در دوران شوروی گام‌های مهمی در مطالعه ترکمنی برداشته شد.

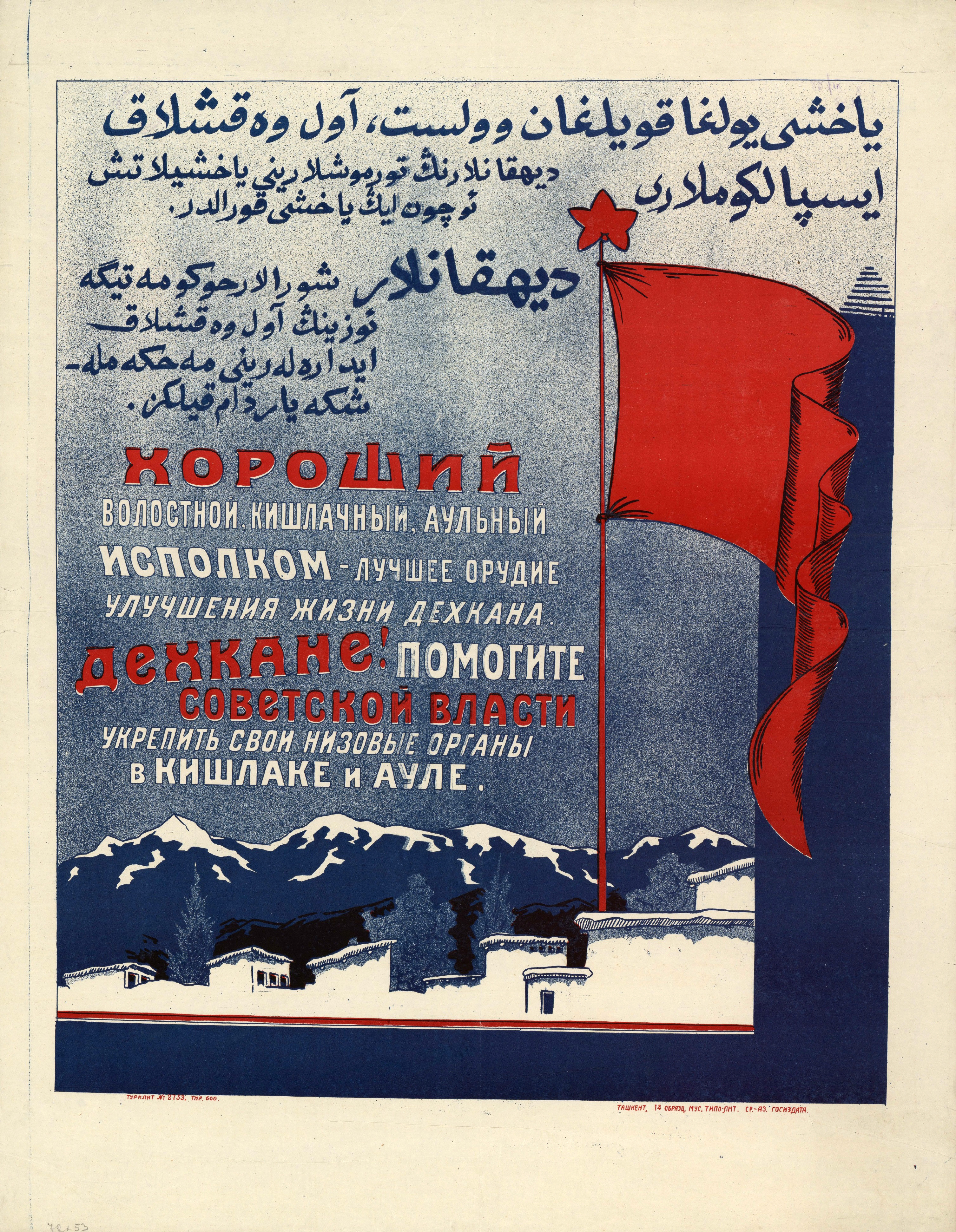
نمایی از یک‌پوستر به زبان ترکمنی (بالا) و روسی (پایین) - ۱۹۲۴

پس از سال ۱۹۴۰ و تغییر زبان اسناد رسمی، آموزش عالی و علوم در جمهوری‌های شوروی از زبان بومی به روسی، بسیاری از ترکمن‌زبانان زبان ترکمنی را کنار گذاشتند. در دوره ۱۹۴۰ تا ۱۹۹۱، زبان ترکمنی واژگان زیادی را از زبان روسی وام گرفت که بسیاری اصل هماهنگی واکه‌ای را نقض می‌کند.
پس از فروپاشی اتحاد جماهیر شوروی سوسیالیستی، ترکمنی به عنوان زبان رسمی کشور ترکمنستان اعلام شد و از سال ۲۰۰۰، اسناد رسمی و سایر حوزه‌های فعالیت‌های زبانی در ترکمنستان فقط به زبان ترکمنی انجام می‌شود. در سال ۲۰۱۶، برای نخستین بار در سال‌های استقلال ترکمنستان، «فرهنگ توضیحی زبان ترکمنی» (حدود ۵۰ هزار واژه) و «فرهنگ املایی زبان ترکمنی» (حدود ۱۱۰ هزار واژه) منتشر شد.

## واج‌شناسی

### واکه‌ها
سامانه واکه‌ای زبان ترکمنی شامل ۹ واکه است. در این زبان واکه‌های کوتاه و بلند وجود دارد و درازا گاه معنای واژه را تغییر می‌دهد. واکه‌های ترکمنی عبارتند از:
|       | پیشین | پیشین | پسین | پسین |
| ناگرد | گرد   | ناگرد | گرد  |      |
| ----- | ----- | ----- | ---- | ---- |
| بسته  | ɪ⠀ɪ:  | ʏ⠀ʏ:  | ɯ⠀ɯ: | ʊ⠀ʊ: |
| میانه | ɛ     | œ⠀œ:  |      | o⠀o: |
| باز   | æ:    |       | ɑ⠀ɑ: |      |

در ترکمنی هماهنگی واکه‌ای وجود دارد؛ به این معنا که واکه‌های کشیده (مثل آ-ای-او) و کوتاه (مثل اَ-اِ-اُ) همزمان در یک واژه نمی‌توانند بیایند. این ویژگی محدودیت‌هایی در تلفظ و گویش واکه‌ها ایجاد می‌کند و به همین دلیل است که در این زبان صالِح به صالیح و اَلله به آللاه تبدیل می‌شود. هماهنگی واکه‌ای دارای استثناهایی، به خصوص در وام‌واژه‌هاست و قواعد آن بسته به منطقه تفاوت چشمگیری دارد.

### همخوان‌ها
سامانه همخوانی زبان ترکمنی شامل ۲۶ همخوان است. ترکمنی در کنار باشقیری یکی از دو زبان ترکی است که دارای همخوان‌های سایشی دندانی است و در این زبان واج‌های /س/ و /ز/ همواره به صورت /ث/ و /ذ/ تلفظ می‌شوند (به ترتیب مانند تلفظ think و father در انگلیسی).
|                  |        | لبی | دندانی | لثوی | پسالثوی | کامی | نرم‌کامی | چاکنایی |
| ---------------- | ------ | --- | ------ | ---- | ------- | ---- | ------- | ------- |
| خیشومی           | خیشومی | m   |        | n    |         |      | ŋ       |         |
| انسدادی/ انسایشی | بی‌واک  | p   |        | t    | t̠͡ʃ      | (c)  | k       |         |
| انسدادی/ انسایشی | واک‌دار | b   |        | d    | d̠͡ʒ      |      | ɡ       |         |
| سایشی            | بی‌واک  | (f) | θ      | (s)  | ʃ (ʃ:)  | x    |         | h       |
| سایشی            | واک‌دار | (v) | ð      | (z)  | (ʒ)     |      |         |         |
| ناسوده           | ناسوده | w   |        | l    |         | j    |         |         |
| زنشی             | زنشی   |     |        | ɾ    |         |      |         |         |

## دستور
ترکمنی زبانی پیوندی و دارای هماهنگی واکه‌ای است که واژگان آن با هم‌چسبی ریشه‌های اسمی و کنونی ساخته می‌شوند. این زبان دارای جنس دستوری نیست و ترتیب واژگان در آن به صورت نهاد-مفعول-فعل است.

## نوشتار
زبان نوشتاری ترکمنی در قرون ۱۳ و ۱۴ بر پایه خط فارسی شکل گرفت. در ترکمنستان تا سال ۱۹۲۸ خط فارسی رایج بود و پس از آن خط لاتین جایگزین آن شد و در سال ۱۹۴۰ خط سریلیک جای آن را گرفت. در ۱۹۹۱ خط لاتین بر پایه خط ترکی (استانبولی، اما با تفاوت‌های عمده‌ای) دوباره جایگزین خط سریلیک شد. ترکمنی در ایران و افغانستان هنوز هم با خط فارسی نوشته می‌شود. الفبای لاتین ترکمنی به شرح زیر است:
| A B Ç D E Ä F G H I J Ž K L M N Ň O Ö P R S Ş T U Ü W Y Ý Z |
| a b ç d e ä f g h i j ž k l m n ň o ö p r s ş t u ü w y ý z |

## ادبیات

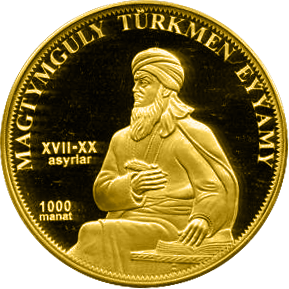
تصویر مخدوم‌قلی فراغی روی یک سکه یادبود در ترکمنستان

ادبیات ترکمنی شامل آثار گفتاری و نوشتاری به زبان‌های ترکی اوغوز و ترکمنی است. ترکمن‌ها نوادگان مستقیم غزها هستند که گروهی از مردمان ترک غربی بودند و به شاخه اغوز خانواده زبان‌های ترکی سخن می‌گفتند.
پیشرفت‌های نخستین ادبیات ترکمنی با ادبیات ترک‌های اغوز رابطه تنگاتنگی دارد. ترکمن‌ها ادعای انتساب آثار ادبی بزرگی از زبان‌های اغوز سایر کشورها را، به‌ویژه جمهوری آذربایجان و ترکیه، به خود دارند. ازجمله این آثار دده قورقود، کوراوغلو و غیره است.
با این وجود اتفاق نظر کلی وجود دارد که ادبیات متمایز ترکمن نوین در سده هجدهم با آثار مختومقلی فراغی، پدر ادبیات ترکمن، آغاز شد. نوشته‌های او در مرحله میان زبان جغتایی کلاسیک و ترکمنی امروزین قرار دارند. از دیگر شعرای ترکمن می‌توان به محمدولی کمینه، دولت‌محمد آزادی، مسکین قلیچ، ملانفس، ذلیلی، امیرعلی شیرنوایی و از شاعران معاصر ستار سوقی، منصور طبری، عبدالقهار صوفی‌راد و نازمحمد پقه در ایران و کریم قربان نفس و قربان نظر عزیزف در ترکمنستان اشاره نمود.
بردی کربابایف پدر داستان‌نویسی نوین ترکمنستان است. رمان او با نام انسان ثابت‌قدم (Qati adim) نخستین رمان ترکمن محسوب می‌شود. خود نویسنده اشاره داشته که ۲۰ سال از عمرش را صرف نوشتن این رمان کرده‌است. کربابایف فعالیت ادبی خود را از سال ۱۹۲۳ میلادی آغاز کرد و بیش از ۳۰ اثر ادبی در ژانرهای مختلف به چاپ رسانید؛ چند نمایشنامه، اشعار کوتاه و بلند، فیلمنامه، چندین اثر منثور و همچنین ترجمه آثاری از پوشکین، لرمانتوف، گوگول، تولستوی و ماکسیم گورکی به زبان ترکمنی از او بر جای مانده‌است.

## نمونه‌ها
| عدد | ترکمنی | عدد  | ترکمنی  |
| --- | ------ | ---- | ------- |
| ۰   | nol    | ۱۰   | on      |
| ۱   | bir    | ۲۰   | ýigrimi |
| ۲   | iki    | ۳۰   | otuz    |
| ۳   | üç     | ۴۰   | kyrk    |
| ۴   | dört   | ۵۰   | elli    |
| ۵   | bäş    | ۶۰   | altmyş  |
| ۶   | alty   | ۷۰   | ýetmiş  |
| ۷   | ýedi   | ۸۰   | segsen  |
| ۸   | sekiz  | ۹۰   | togsan  |
| ۹   | dokuz  | ۱۰۰  | ýüz     |
|     |        | ۱۰۰۰ | müň     |

| فارسی   | ترکمنی           |
| ------- | ---------------- |
| سیاه    | gara             |
| آبی     | gök              |
| قهوه‌ای  | goňur, mele      |
| خاکستری | çal              |
| سبز     | ýaşyl            |
| نارنجی  | narynç, mämişi   |
| صورتی   | gülgün           |
| بنفش    | benewşe, melewşe |
| قرمز    | gyzyl            |
| سفید    | ak               |
| زرد     | sary             |

| فارسی                    | ترکمنی                           |
| ------------------------ | -------------------------------- |
| بله                      | hawa                             |
| نه                       | ýok                              |
| خدانگه‌دار                | sag boluň, hoş                   |
| صبح بخیر                 | ertiriňiz haýyrly bolsun         |
| عصر بخیر                 | agşamyňyz haýyrly bolsun         |
| شب بخیر                  | gijäňiz rahat bolsun             |
| لطفا                     | haýyş, -aý/-äý                   |
| سپاسگزارم                | sag boluň                        |
| می‌توانی فارسی صحبت کنی؟  | Siz Parsça gürläp bilýärsiňizmi? |
| نمی‌توانم ترکمنی صحبت کنم | Men türkmençe gürlämok           |
| این یعنی چه؟             | Bu nämäni aňladýar?              |